# Welton le Marsh
Welton le Marsh est une paroisse civile et un village du Lincolnshire, en Angleterre.